# Cassida dembickyi
Cassida dembickyi es un coleóptero de la familia Chrysomelidae.
Fue descrita científicamente en 2001 por Borowiec.